# Esclarmonde de Babylone
Pour les articles homonymes, voir Esclarmonde (homonymie).
Esclarmonde est un personnage d’une des chansons de geste du cycle de Charlemagne, Huon de Bordeaux, composée à la fin du XIIe siècle.

## L'intrigue
D’après ces récits, Esclarmonde, Sarrasine d’une grande beauté (« qui a tant de biautés » (H B, p. 70)), était la fille de Gaudise, émir de Babylone en Égypte, le vieux Caire, sur le Nil. 
Elle  serait tombée  amoureuse de Huon de Bordeaux, preux chevalier envoyé par Charlemagne parmi les infidèles car il avait tué par accident l’héritier de la couronne. D’abord réticent à une liaison avec une infidèle (« Sarrasine estes, je ne vous  puis aimer », H B p. 175), Huon se laisse séduire, d’autant plus que Esclarmonde se déclare prête à la conversion (« par vostre amour qerré en Damedé », HB p. 176).
Plus tard, Huon succombera à la tentation de la chair, lors d’un voyage en bateau de retour vers la France (« Ou lit se coucha sans plux de l'arester, de la pucelle ait fait sa vollanteit », HB bis, page 392). Une  tempête se déchaîne et  les amants font naufrage, mais après de nouvelles épreuves leur mariage est célébré à Rome par le pape, après que le Saint Pontife ait lui-même baptisé Esclarmonde (« la damoiselle ont au moustier menér, la baitissant en l'onnour Dammedei », HB bis, page 500).

## Autres écrits
Des manuscrits ultérieurs à Huon de Bordeaux rajoutent d’autres épisodes aux aventures des deux amants : la Chanson d'Esclarmonde et l’histoire de leurs enfants, Clarisse et Florent, Yde et Olive, permettant ainsi au public médiéval de suivre cette saga familiale et série d’aventures passablement invraisemblables.

## Le personnage
Eclarmonde est le personnage précurseur des grandes héroïnes du Moyen-Orient qui ont fasciné les Européens : Zaïre de Voltaire, Zaide, titre d’un opéra inachevé de Mozart, Konstanze de Die Entführung aus dem Serail (« L'Enlèvement au sérail ») de Mozart, Amanda de l’Oberon de Christoph Martin Wieland et Rezia de l’Oberon de Carl Maria von Weber, les deux derniers textes étant directement issus de l’histoire de Huon de Bordeaux. 
Femmes orientales ou européennes captives des Sarrasins, enfermées dans des harems, et par conséquent soumises à un esclavage sexuel, elles n’attendraient autre chose que d’être libérées par un héros occidental, qui les destinait à sa propre jouissance.